# Kundpinne
| En "fyrkantig" kundpinne (vänster) och en "trekantig" kundpinne (höger). |  | En "fyrkantig" kundpinne (vänster) och en "trekantig" kundpinne (höger). |
| En "fyrkantig" kundpinne (vänster) och en "trekantig" kundpinne (höger). |  |                                                                          |

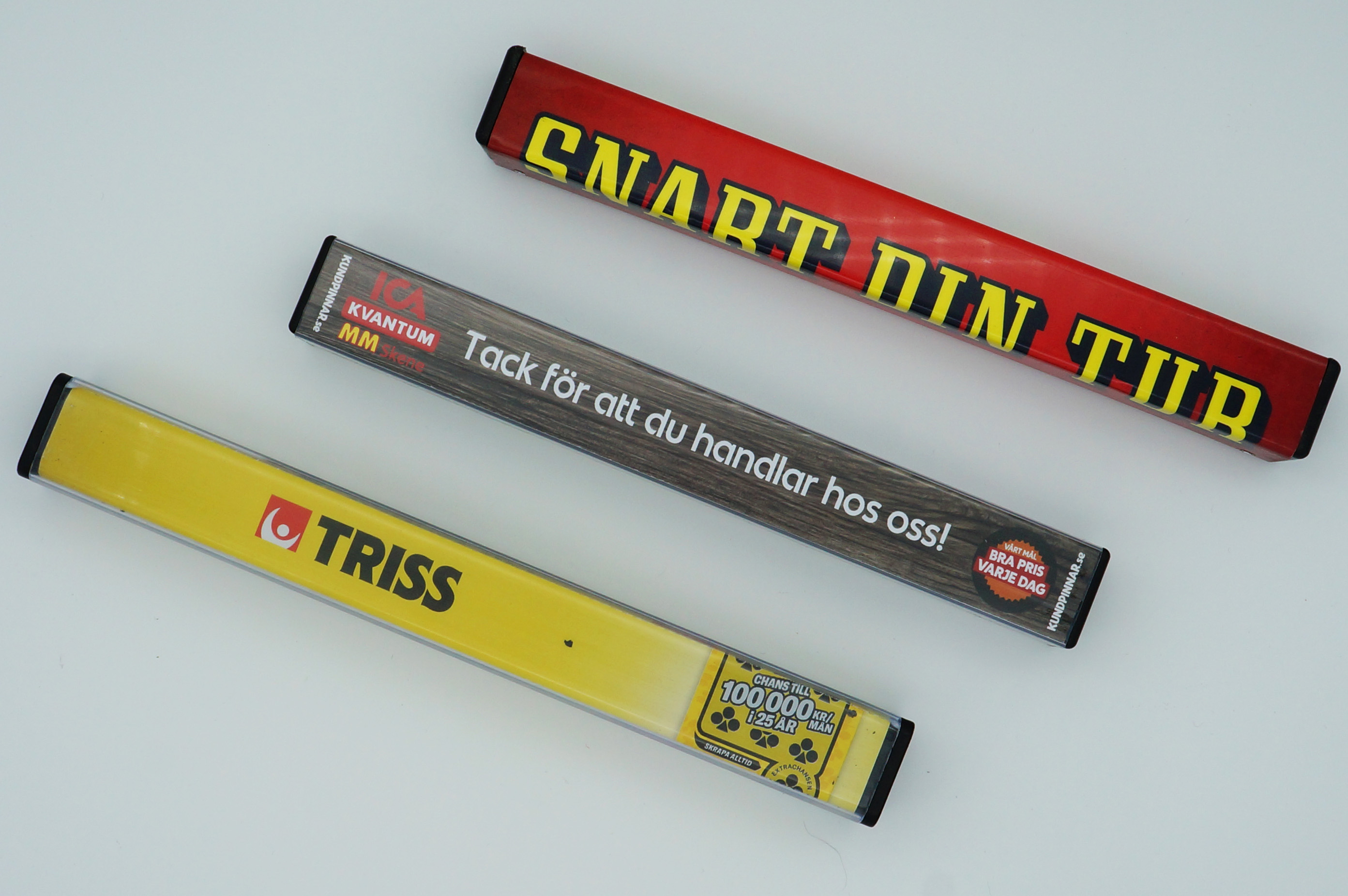
Tre exempel på kundpinnar vilka återfinns i Sverige.

En kundpinne är ett föremål vars främsta syfte är att avskilja olika kunders varor på butikskassans transportband, och förekommer ofta i livsmedelsbutiker och stormarknader. Kundpinnen är avlång och vanligen tillverkad i plast. Det finns tre- och fyrkantiga (ur kortsideperspektiv). Enligt en svensk tillverkare föredrog 99 procent av kunderna den fyrkantiga år 2005.

## Namn
Det etablerade namnet är kundpinne. Namnförslag utöver kundpinne är kassakloss, varuavskiljare, kassapinne, varubergsavskiljare, kundavskiljare eller bara skiljare. Ordet kundpinne antas ha blivit etablerat i Fredrik Lindströms TV-program Värsta språket som sändes 2002–2003 och cementerades 2015 då Svenska Akademiens ordlista publicerade ordet kundpinne med beskrivningen "liten stång som används som gräns mellan två kunders varor på band till snabbköpskassa e.d.".
År 2005 gjorde DN en undersökning där folk fick rösta fram ett namnförslag på föremålet. Av 28 350 röster vann "kassakloss" med 6 594 röster, mycket knappt före "kundpinne" med 6 538 röster. Den värmländska lokaltidningen NWT gjorde 2008 en egen undersökning och fick en likvärdig utgång.

## Historia
Det är osäkert exakt hur länge kundpinnen funnits. År 1970 lämnade Otto Bosshard i Grüt-Wetzikon i Schweiz in en patentansökan på en kundpinne, med det godkända patentet publicerat bland annat som GB 1354743. I beskrivningen till patentansökan nämns att det redan tidigare funnits avskiljande föremål på varuband.. År 1974 införde dåvarande B&W:s stormarknad i Arninge kundpinnar efter att kassamedarbetare Ewy Willén kom med idén kring ett redskap vilket skulle hålla isär kunders varor när rullbandet var igång.